# موجود بی‌گناه
موجود بی‌گناه (انگلیسی: Innocent Thing; کره‌ای: 가시، به معنای «خار») یک فیلم عاشقانه دلهره‌آور محصول سال ۲۰۱۴ کره جنوبی به کارگردانی کیم ته کیون و با بازی جانگ هیوک و جو بو-آه است.

## گیشه
موجود بی‌گناه در ۱۰ آوریل ۲۰۱۴ منتشر شد. در روز انتشار، ۱۲۱٬۲۹۲ بیننده را به خود جذب کرد.